# Botanischer Garten Aachen

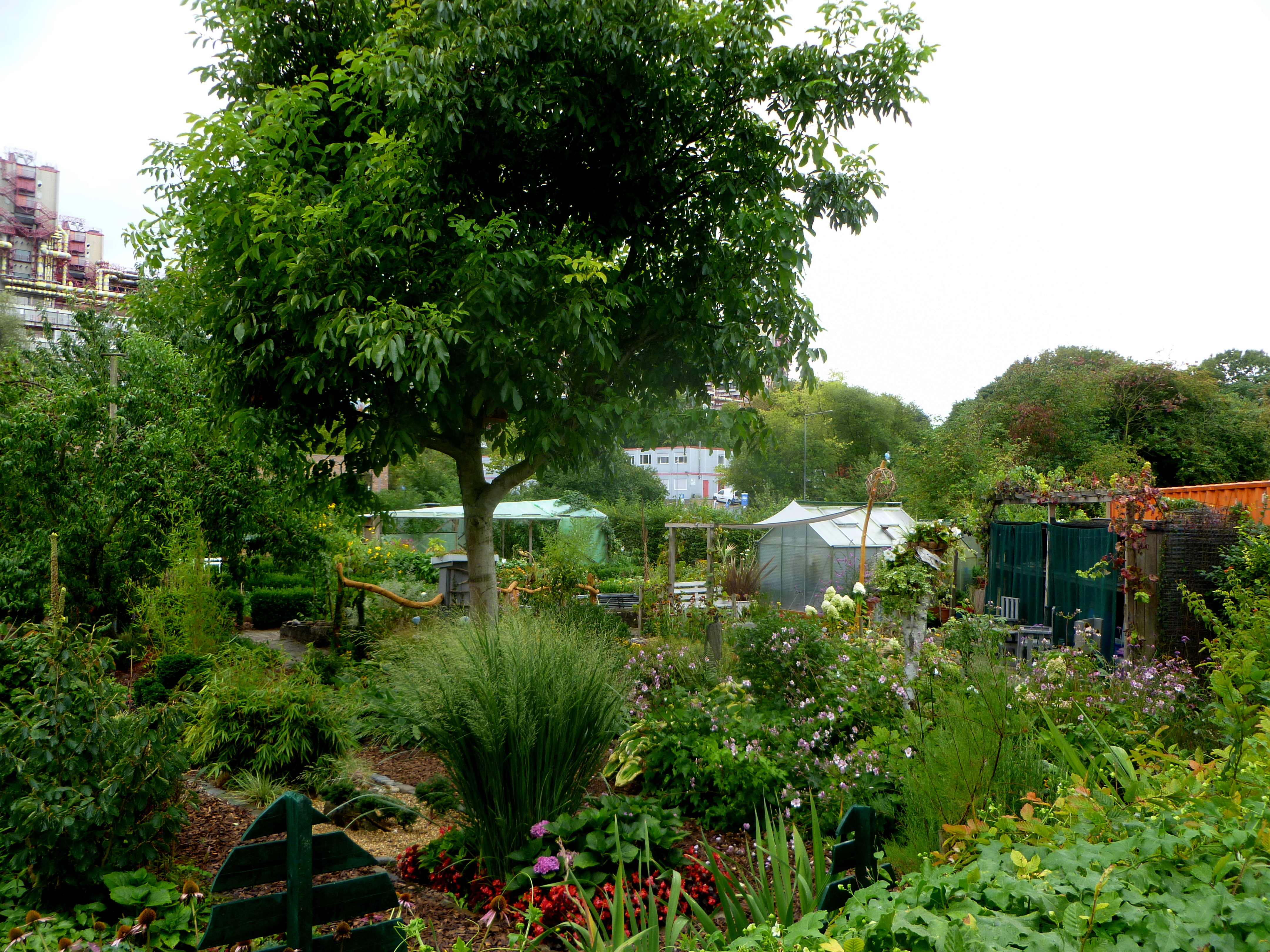
Biopflanzengarten

Der Botanische Garten Aachen ist eine spezielle Gartenanlage in Aachen, die 1885 als Teil des Aachener Stadtgartens erstmals angelegt wurde. Seit den 1930er-Jahren wurde er als Einrichtung der RWTH Aachen übernommen und nach mehreren Umzügen in der Gartenanlage des Hofguts Melaten neu eingerichtet, wo er seitdem von dem 1985 gegründeten Freundeskreis Botanischer Garten Aachen e. V. gepflegt und verwaltet wird. Er besteht aus dem Karlsgarten, einem kleineren Areal für die Biopflanzensammlung und weiteren Anbau- und Versuchsflächen. Er wird offiziell nicht mehr als Botanischer Garten bezeichnet, sondern laut Satzung des Freundeskreises als Biologisches Zentrum Aachen für Ökologie und Umweltkommunikation.

## Geschichte des Gartens
Der botanische Garten wurde 1885 zunächst als Teil des Aachener Stadtgartens mit einer Größe von 0,5 ha angelegt. Er umfasste drei große Beete innerhalb dieses Parks, in denen vor allem Pflanzen mit schönen Blüten angepflanzt wurden, sowie zusätzlich ein 1764 m² umfassendes Areal. Durch die Unterstützung verschiedener deutscher und auswärtiger Universitäten verfügte der Garten schon kurz nach der Gründung über eine umfangreiche Pflanzensammlung. Mit Gründung des Botanischen Gartens wurde auch ein erster botanischer Verein in Aachen gegründet.
Darüber hinaus wurde im Jahr 1898 neben dem Hauptgebäude der Technischen Hochschule ein Versuchsgarten mit Heilpflanzen angelegt.
Nachdem im Jahr 1928 die vormalige Tuchfabrik Lochner, die Villa Lochner und der dazugehörende Garten am Karlsgraben/Mauerstraße an den Reichsfiskus verkauft werden musste und die Technische Hochschule Aachen diesen Komplex übernommen hatte, wurde um 1936 auf der Fläche des ehemaligen Privatgartens ein Nutzpflanzengarten angelegt. Dieser stand unter Leitung von Alphons Theodor Czaja (1894–1984), seit 1936 Leiter des botanischen Instituts der Hochschule, und diente bis 1953 als Lehrgarten für Studenten der Pharmazie sowie für angehende Lebensmitteltechniker. Während des Dritten Reiches wurden dort vor allem Faserpflanzen kultiviert.
Zwischen 1953 und 1955 wurde dieser Garten aus der Mauerstraße in die Alte Maastrichter Straße 30 (heute Melatener Straße 30) verlegt und 1963 offiziell in einen Botanischen Garten der RWTH Aachen umgewandelt. Im Jahr 1985 gründete sich der eingetragene Verein Freundeskreis Botanischer Garten Aachen, der sich seitdem die um Pflege des Gartens kümmert.

## Biokybernetisches Zentrum Aachen
Ab 1987 setzte sich der Freundeskreis öffentlich für die Schaffung eines neuen Botanischen Gartens in Aachen ein. Die Stadt Aachen ließ daraufhin potentielle alternative Standorte durch das Grünflächenamt prüfen. Am 15. November 1990 beschloss der Umweltausschuss, dem Rat der Stadt zu empfehlen, die Errichtung eines Botanischen Gartens am Hofgut Melaten, der sich ebenfalls im Besitz der RWTH Aachen befindet, zu empfehlen und die Verwaltung mit der Schaffung der dafür notwendigen planungsrechtlichen Voraussetzungen zu beauftragen.
Der Freundeskreis des Botanischen Gartens schrieb 1993 zusammen mit dem Arbeitskreis Junger Landschaftsarchitekten im Bund Deutscher Landschaftsarchitekten einen Planungswettbewerb für die Anlage eines Biologischen Zentrums Aachen für Ökologie und Umweltpädagogik (BIOZAC, heute: Biokybernetisches Zentrum Aachen) aus, das wissenschaftlich ausgerichtet werden soll und die Kriterien eines Botanischen Gartens erfüllen soll. Der inhaltliche Schwerpunkt dieses Zentrums soll sich auf die umweltpädagogische Arbeit konzentrieren, die unter anderem durch ein eigenes Herbarium und eine Bibliothek in dem Institut unterstützt werden kann. Ein weiterer Schwerpunkt soll auf botanische Forschungsarbeiten zum Erhalt der Artenvielfalt gelegt werden.
Nachdem der Planungswettbewerb 1993 erfolgreich beendet wurde, schloss der Freundeskreis 1996 mit Zustimmung der RWTH Aachen und des Wissenschaftsministeriums NRW einen langfristige Pachtvertrag mit dem Land Nordrhein-Westfalen über ein 6 ha großes Areal am Gut Melaten ab. Die ersten Bauabschnitte umfassten die Anlage des im Jahr 2000 eröffneten Karlsgartens, den naturnahen Unterhalt des Dorbachs mit Anlage eines Wassergartens sowie die Anlage von Teichen im Rabental. Wenige Meter südlich des Karlsgartens befindet sich ein weiterer Schaugarten, der die Biopflanzensammlung beherbergt.
2004 gehörte das Biokybernetische Zentrum Aachen zu den Initiatoren der Europom, einer jährlich in wechselnden europäischen Ländern stattfindenden Fachtagung zum Thema Erhalt der Obstsortenvielfalt. Im Rahmen dieses Engagements wurde am Gut Melaten eine Streuobstwiese mit verschiedenen alten Obstsorten angelegt.

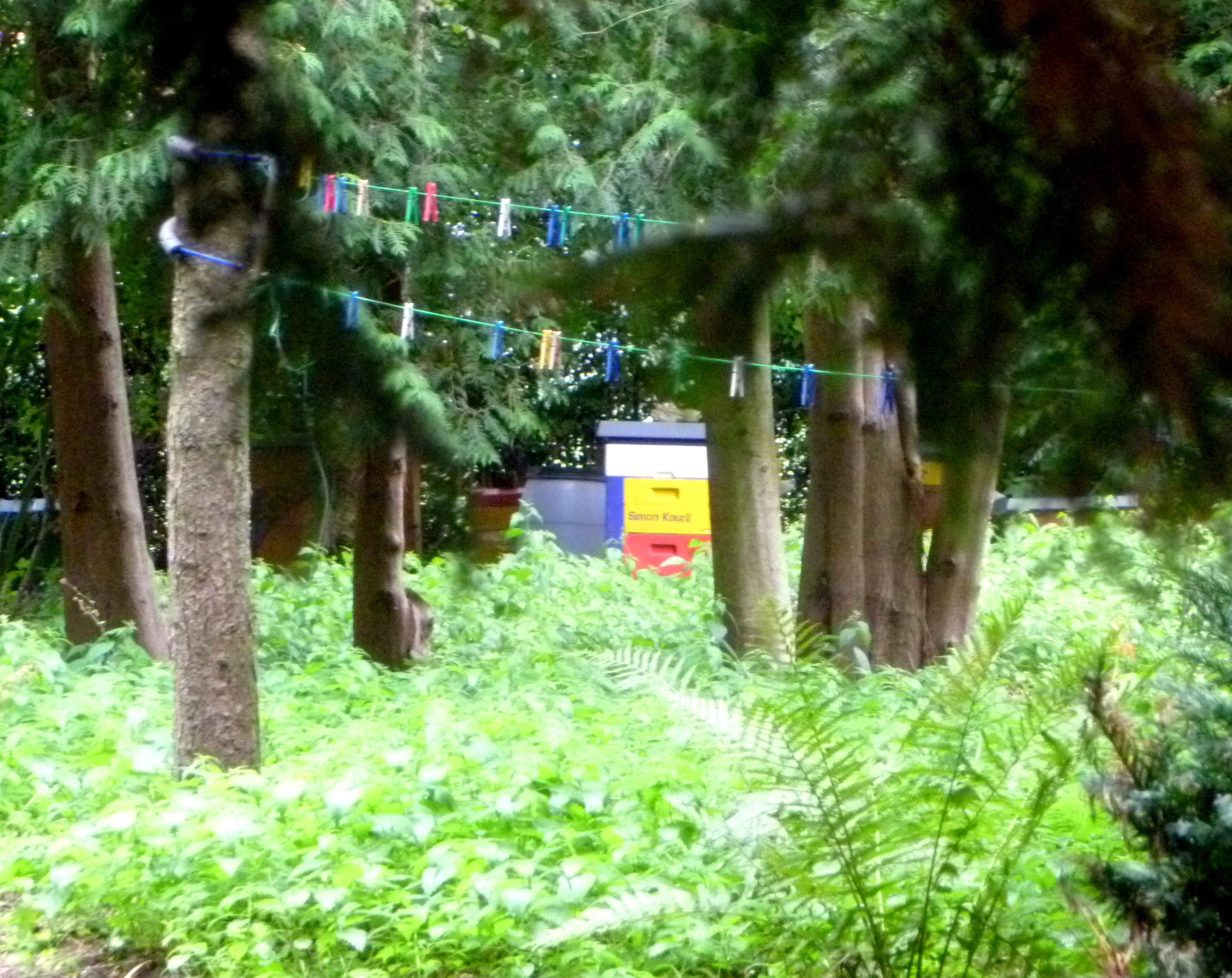
Hochschulimkerei
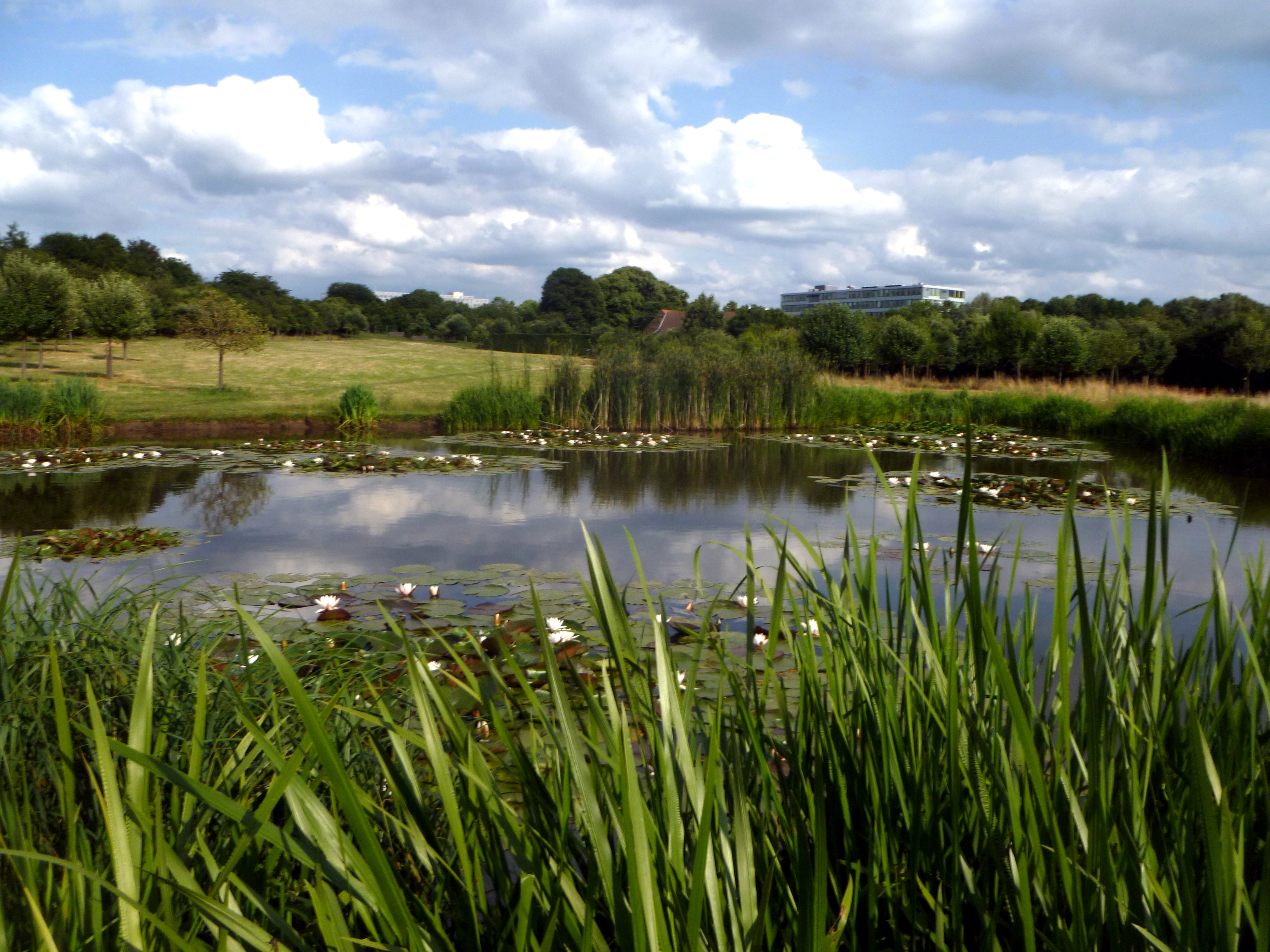
Versuchsteich
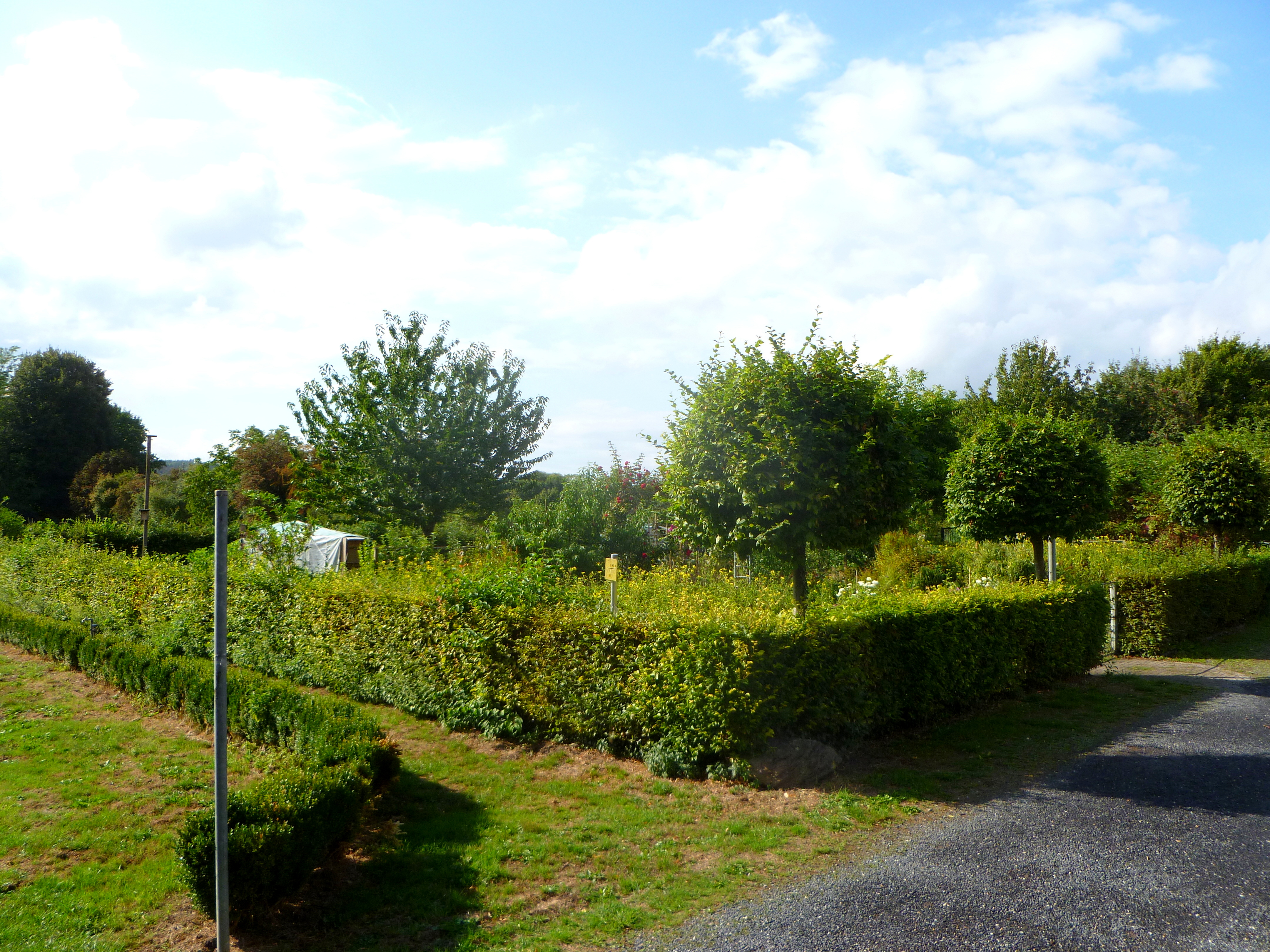
Medizinalsammlung
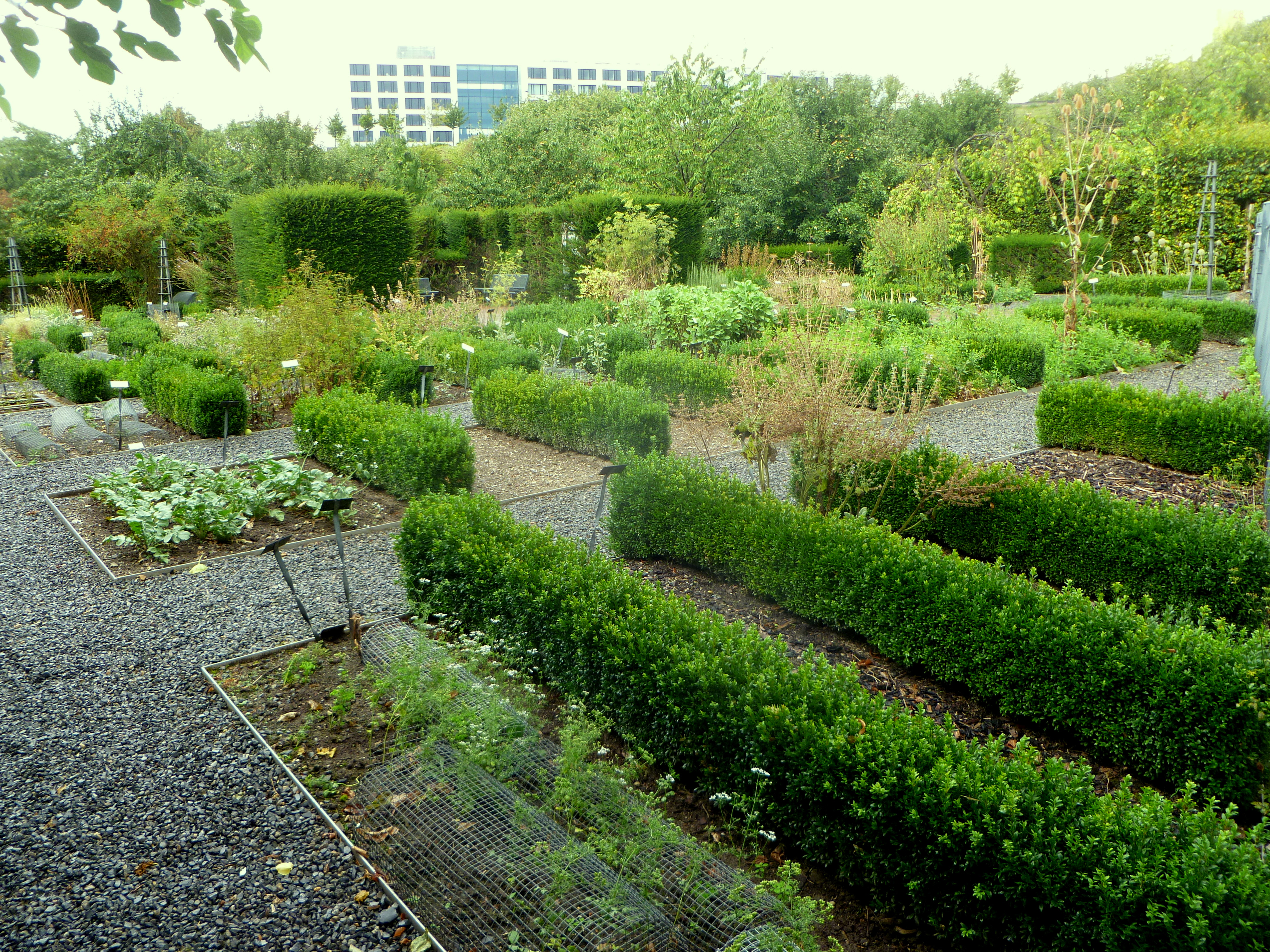
Karlsgarten